# Alfred Hausner
Alfred Hausner (* 8. Dezember 1894 in Odrau, Österreich-Ungarn; † nach 1944) war ein sudetendeutscher Jurist und Landrat.

## Leben und Wirken
Nach dem Besuch der Gymnasien in Mährisch Trübau und Prag studierte er von 1933 bis 1937 an der Deutschen Karls-Universität in Prag. In dieser Zeit trat er 1935 der Sudetendeutschen Partei (SdP) bei, für die er den Vorsitz eines Bezirksparteigerichts übernahm.
Nach dem Referendariat war er zunächst als Gemeindesekretär tätig. Von Februar 1938 bis März 1939 arbeitete er beim Landratsamt im schlesischen Frankenstein. Nachdem er daraufhin bis Juli 1939 im Landratsamt in Neutitschein gearbeitet hatte, wechselte er bis 1939 an das Landratsamt nach Grottkau in Schlesien. Im Oktober 1939 übernahm er kommissarisch die Funktion als Landrat im Landkreis Mährisch Trübau im Reichsgau Sudetenland. Ab August 1943 vertrat er auch den Landrat in Svitavy und im Sommer 1944 den Landrat in Králíky. Hausner blieb bis gegen Ende des Zweiten Weltkriegs im Amt. Danach verliert sich seine Spur.
Nach der deutschen Besetzung der deutsch besiedelten Grenzgebiete der Tschechoslowakei und der Bildung des Reichsgaus Sudetenland trat Hausner mit Wirkung vom 1. November 1938 der NSDAP (Mitgliedsnummer 6.626.797) bei. 1939 wurde er Mitglied der Nationalsozialistischen Volkswohlfahrt (NSV) und außerdem Mitglied des Reichsbundes der deutschen Beamten (RDB). Ferner trat er in weitere nationalsozialistische Organisationen ein.

## Auszeichnungen
- Medaille zur Erinnerung an den 1. Oktober 1938
- Kriegsverdienstkreuz II. Klasse